# Třída Town (1910)

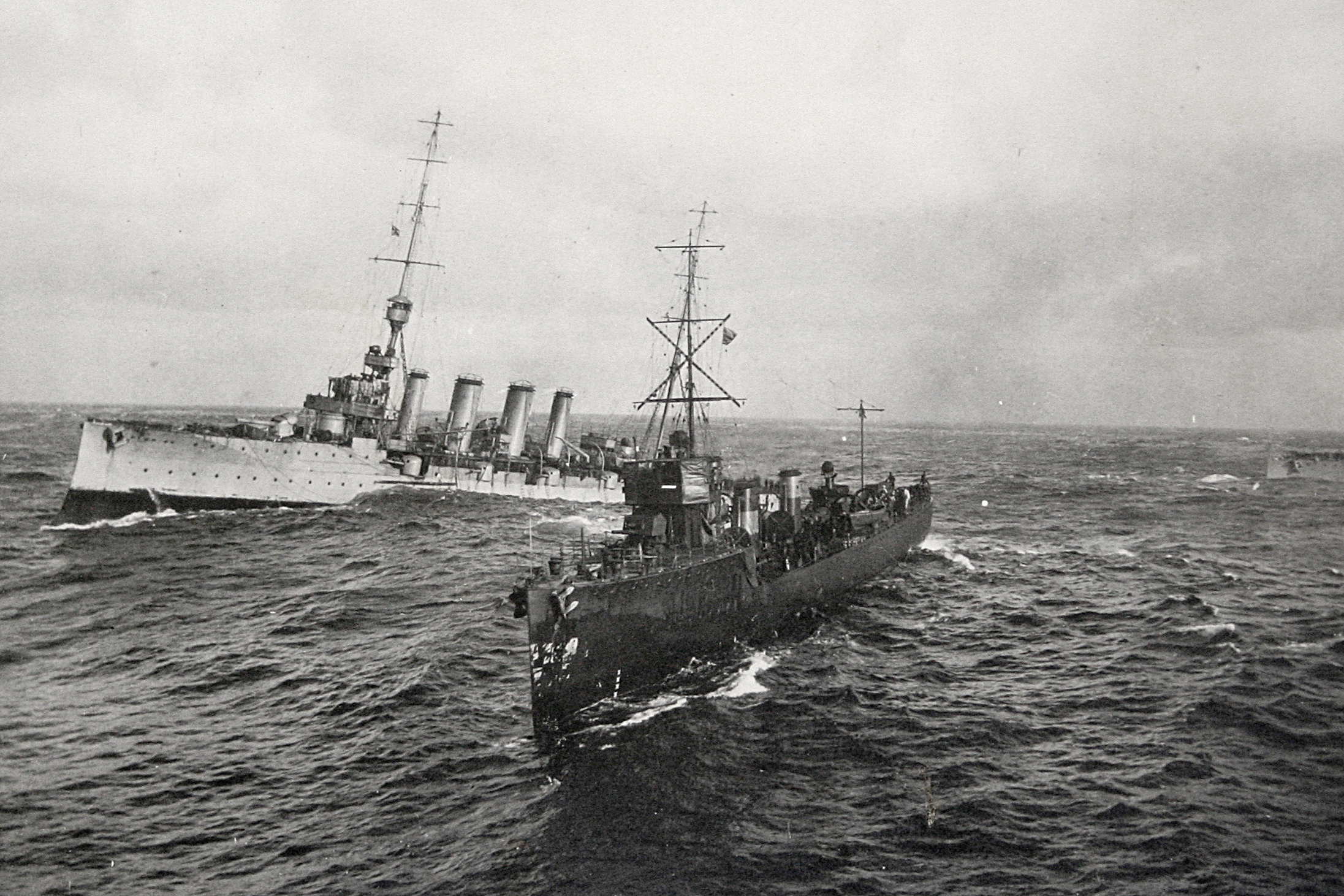
Křižník HMS Liverpool a torpédoborec HMS Fury

Třída Town je souhrnným označením celkem 19 lehkých křižníků britského královského námořnictva, postavených v letech 1909–1922 v rámci postupně vylepšovaných tříd Bristol, Weymouth, Chatham a Birmingham. Poslední třída Birkenhead byla objednána řeckým námořnictvem a po vypuknutí první světové války převzata britským námořnictvem. Liší se například neobvyklou výzbrojí 140mm kanónů.

## Operační služba

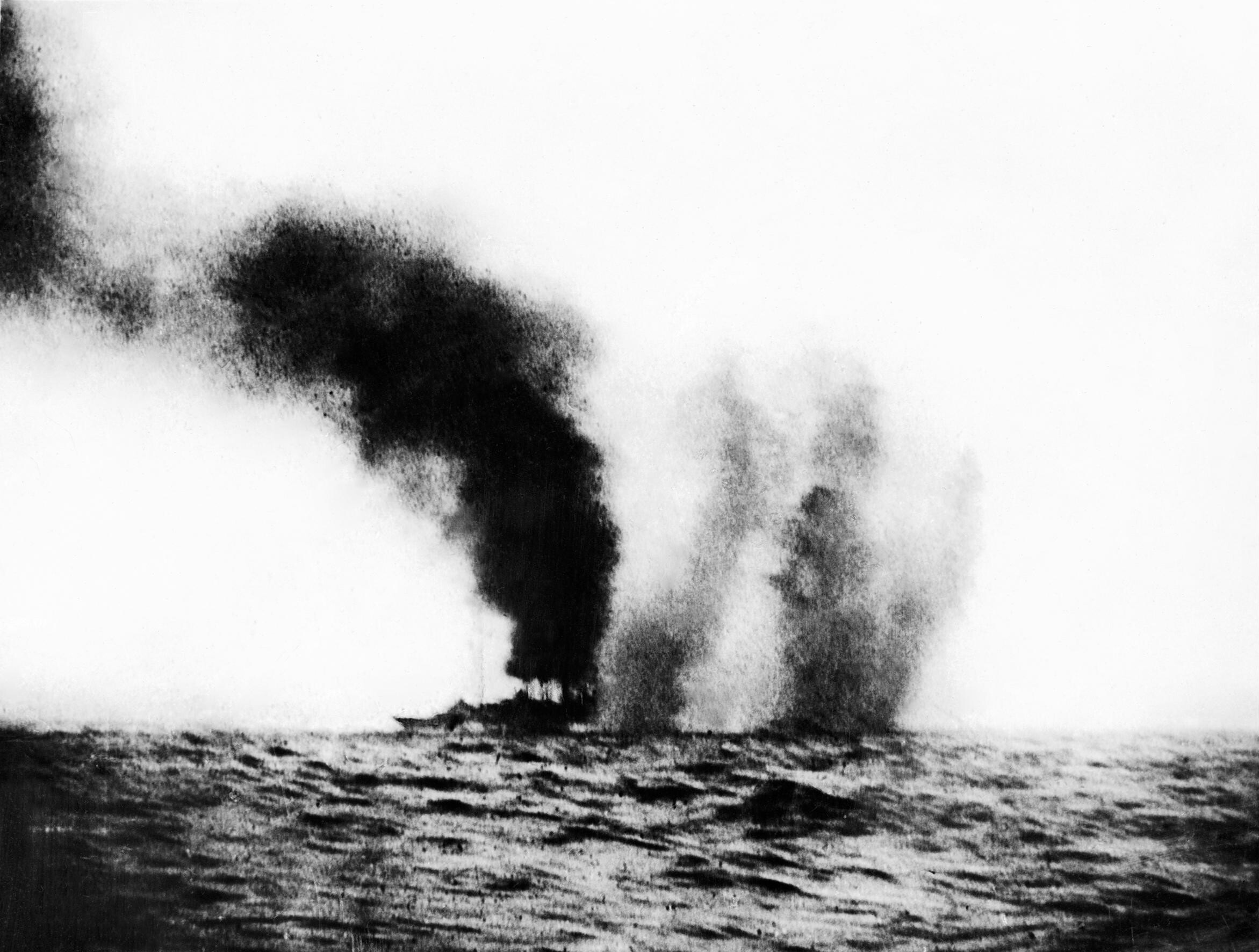
Křižník HMS Birmingham v bitvě u Jutska

Prvních osmnáct křižníků, dokončených mezi lety 1910–1916, bojovalo v první světové válce. Ztraceny byly dva z nich; oba se staly oběťmi německých ponorek. HMS Falmouth potopily 21. srpna 1916 ponorky U 66 a U 52. HMS Nottingham potopila 19. srpna 1916 v Severním moři dvěma torpédy ponorka U 52.
Ve válce tak nebojovala pouze devatenáctá jednotka HMAS Adelaide, stavěná přímo v Austrálii. Křižník Adelaide byl dokončen až roku 1922, protože se díky nepřátelské akci opozdilo dodání součástí pohonného systému, které v té době nemohly být vyrobeny přímo v Austrálii. Na druhou stranu se Adelaide stal jedinou lodí prvoválečné třídy Town, která byla operačně nasazena v druhé světové válce.

## Přehled tříd
| Jméno            | Fotka           | Jednotky                                             | Výtlak              | Výzbroj                                                                       |
| ---------------- | --------------- | ---------------------------------------------------- | ------------------- | ----------------------------------------------------------------------------- |
| Třída Bristol    | HMS Gloucester  | Bristol Glasgow Gloucester Liverpool Newcastle       | 4877 t              | 2× 152 mm (2×1) 10× 102 mm (10×1) 4× 47 mm 1× 76 mm 2× 457mm torpédomet (2×2) |
| Třída Weymouth   | HMS Weymouth    | Weymouth Yarmouth Dartmouth Falmouth                 | 5330 t              | 8× 152 mm (8×1) 4× 47 mm 1× 76 mm 2× 533mm torpédomet (2×2)                   |
| Třída Chatham    | HMS Southampton | Chatham Dublin Southampton Sydney Melbourne Brisbane | 5486 t              | 8× 152 mm (8×1) 4× 47 mm 1× 76 mm 2× 533mm torpédomet (2×2)                   |
| Třída Birmingham | HMS Birmingham  | Birmingham Lowestoft Nottingham Adelaide             | 5530 t              | 9× 152 mm (9×1) 4× 47 mm 2× 533mm torpédomet (2×2)                            |
| Třída Birkenhead | HMS Birkenhead  | Birkenhead Chester                                   | 5235 t (Birkenhead) | 10× 140 mm (10×1) 1× 47 mm 2× 533mm torpédomet (2×2)                          |